# .gw

.gw는 기니비사우의 인터넷 국가 코드 최상위 도메인이다. IT & Media University에서 관리한다.
.gw 국가 코드 최상위 도메인이 여러 엔터티에 여러 번 위임되었다.
이 도메인은 1997년 2월 4일에 루트 영역에 도입되었으며, 가장 최근에는 2014년 7월 10일에 IANA에 의해 관리가 ARN(Autoridade Reguladora Nacional – Tecnologias de Informação e Comunicação da Guiné-Bissau)에 위임되었다.
.gw 도메인 이름은 Associação DNS.PT(.PT ccTLD 등록)의 기술 지원을 통해 2014년 11월 공개 등록이 시작되었다.